# Olszanka (województwo pomorskie)
Olszanka (kaszb. Olszônkô) – wieś w Polsce położona w województwie pomorskim, w powiecie gdańskim, w gminie Przywidz, przy drodze wojewódzkiej nr 226.
W latach 1975–1998 miejscowość położona była w województwie gdańskim.
Na wschód od miejscowości płynie Rutkownica, dopływ Wietcisy.

## Zabytki
Według rejestru zabytków NID na listę zabytków wpisany jest cmentarz ewangelicki oraz punkt osadniczy